# Friedrich Robert von Beringe
Friedrich Robert von Beringe (également connu sous le nom erroné d'Oscar von Beringe), né le 21 septembre 1865 à Aschersleben et mort le 5 juillet 1940 à Stettin, est un officier militaire allemand connu pour avoir été le premier Occidental à observer et tuer un gorille de l'Est (plus précisément un gorille des montagnes) le 17 octobre 1902.

## Biographie

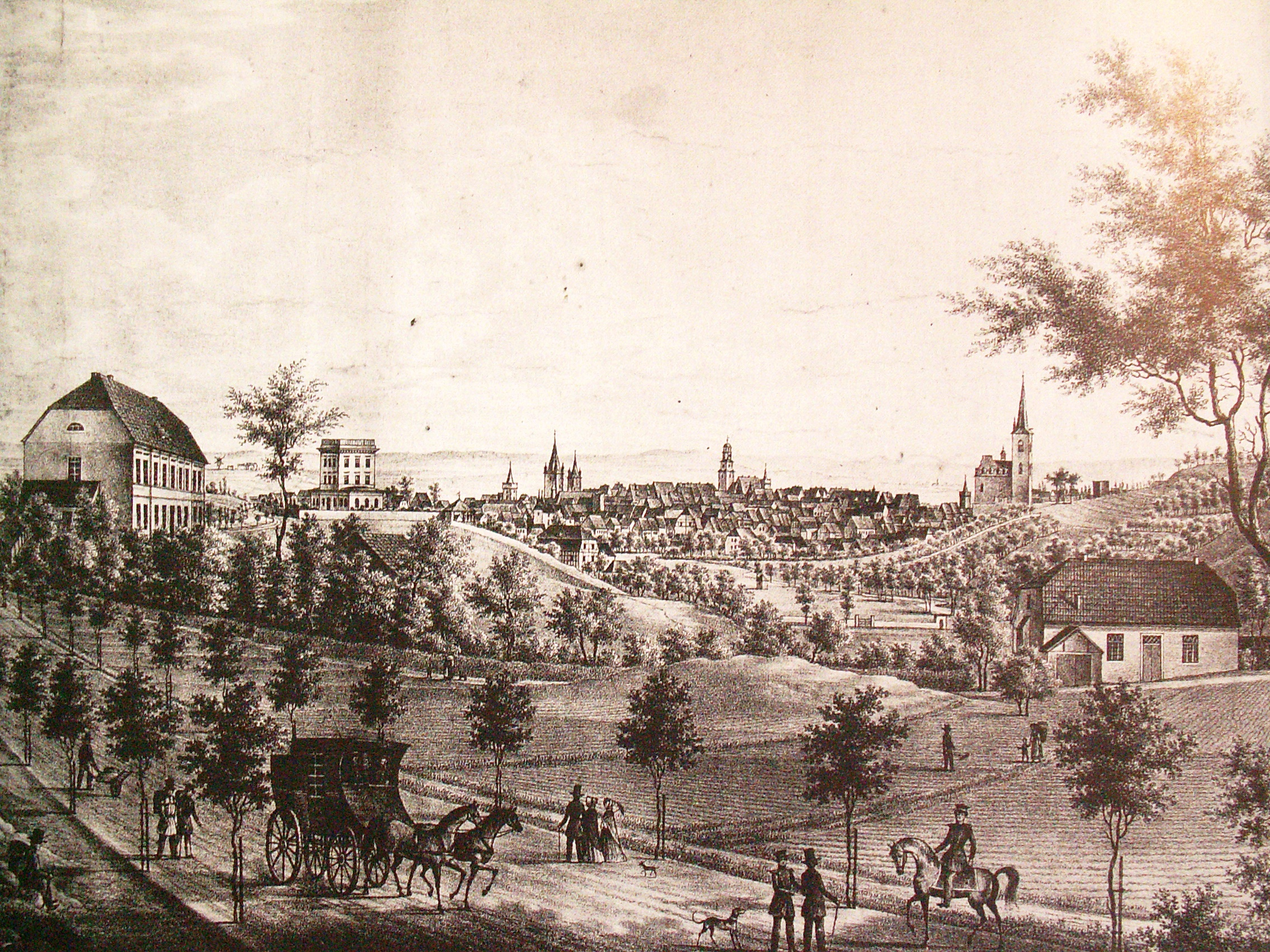
Vue d'Aschersleben, ville de naissance de von Beringe, en 1850.

Friedrich Robert von Beringe — ultérieurement appelé par erreur Oscar ou Oskar, — naît le 21 septembre 1865 dans la petite ville d'Aschersleben, dans le royaume de Prusse (aujourd'hui en Saxe-Anhalt). Son père, le capitaine de cavalerie Karl Robert von Beringe, est chef d'escadron dans le deuxième régiment de hussards de Magdebourg, qui stationne alors dans la ville. Avec son épouse Mathilde Luise, ils auront trois ans plus tard un autre fils, Gottlieb (également né à Aschersleben), puis une fille née en juin 1871 et qui ne survivra que deux mois.
À la suite de son père, Friedrich Robert von Beringe embrasse une carrière militaire. De 1894 à 1906, il appartient au premier régiment de hussards, les Totenkopfhusaren (« hussards tête-de-mort ») ; il y côtoie notamment August Mackensen, le futur maréchal von Mackensen. Par souhait personnel, von Beringe rejoint à cette époque les troupes coloniales de l'Afrique orientale allemande (Tanzanie, Burundi et Rwanda actuels) en tant que lieutenant : en poste à Kilwa, sur le littoral de l'océan Indien, il s'illustre en septembre 1898 en menant une expédition punitive contre la tribu montagnarde révoltée des Watumbi. L'année suivante, il est également le premier Occidental à explorer le mont Visoke. Il commande ensuite le poste militaire d'Usumbura (aujourd'hui Bujumbura, au Burundi) de 1902 à 1904,.

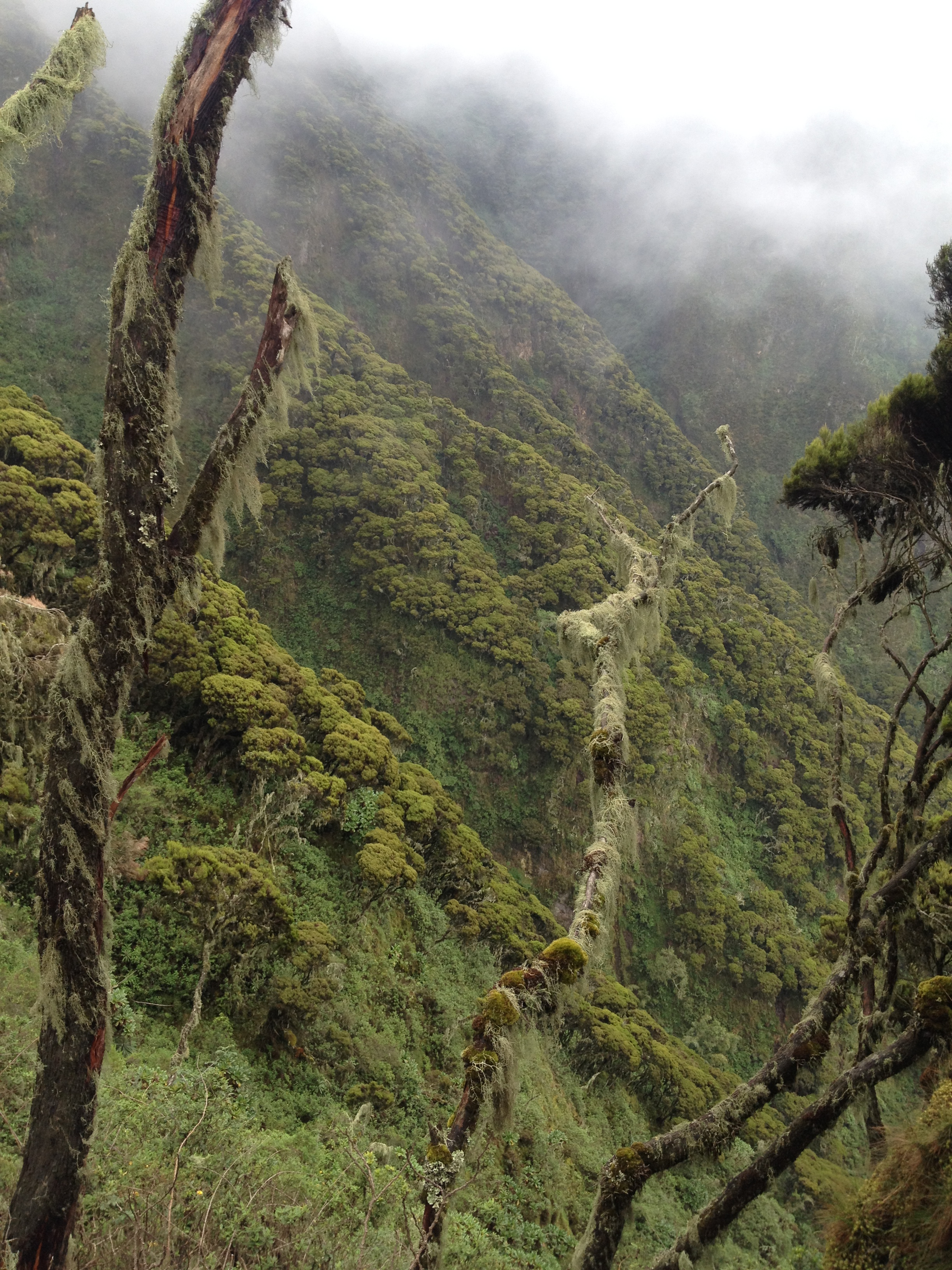
Forêt sur les pentes du mont Sabyinyo.

Le 19 août 1902, il entreprend depuis ce poste une expédition vers le nord à destination d'avant-postes allemands dans les actuels Rwanda et Burundi, dans le but de renforcer les liens des autorités coloniales allemandes avec les chefs locaux et d'établir les frontières de l'Afrique orientale allemande. Accompagné de l'officier médecin Engeland, du sergent Ehrhardt, de vingt askaris (soldats indigènes) et de porteurs, von Beringe rend d'abord visite au sultan Msinga du Rwanda, puis se dirige vers les montagnes des Virunga (plus précisément la partie aujourd'hui située dans le parc national des Volcans). Du 16 au 18 octobre, l'expédition entreprend la première ascension du mont Sabyinyo. Au deuxième jour de cette ascension, alors que von Beringe, le docteur Engeland, les askaris et les porteurs campent sur une crête à 3 100 m d'altitude après une longue journée passée à se frayer un chemin dans la végétation, ils assistent à un spectacle que von Beringe décrira plus tard dans le journal Deutsches Kolonialblatt :

« De notre camp, nous aperçûmes une bande de grands singes noirs qui tentait de gravir le plus haut pic du volcan. Nous réussîmes à en abattre deux grands spécimens ; ils étaient tombés avec grand fracas dans un profond cratère qui s'ouvrait vers le nord-est. Après cinq heures de dur labeur, nous arrivâmes à hisser l'un des animaux avec une corde. Il s'agissait d'un grand singe mâle à allure humaine, mesurant environ 1-1,5 m et pesant plus de 200 livres [100 kg]. Aucun poil sur la poitrine, mais des mains et des pieds immenses. Malheureusement, je ne pus déterminer l'espèce à laquelle appartenait ce singe. S'il s'agissait d'un chimpanzé, il était sans nul doute d'une taille encore jamais observée, et la présence de gorilles [d'ici] aux lacs n'a pas été établie à ce jour. »

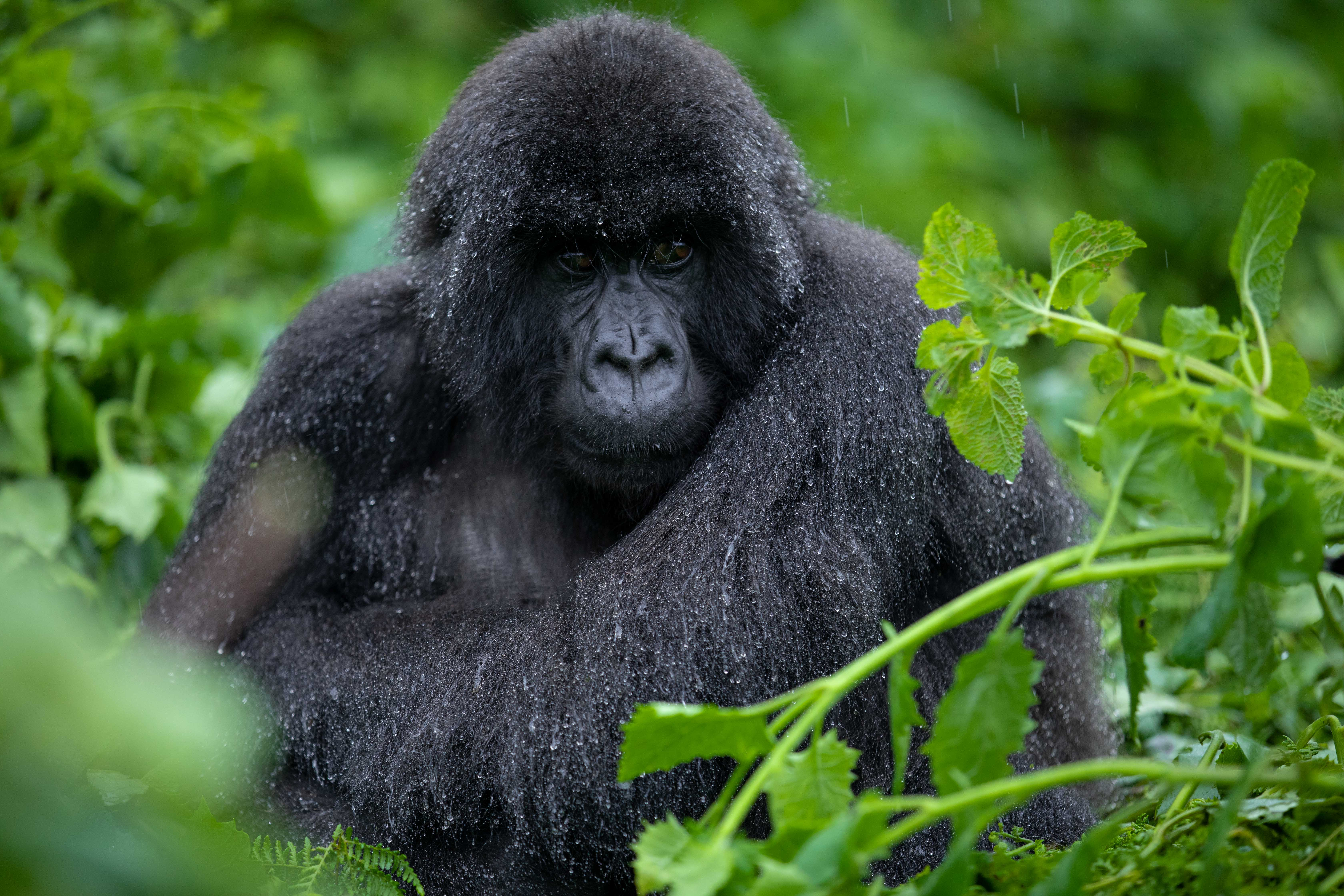
Gorille des montagnes dans le parc national des Volcans (Rwanda).

Von Beringe emporte avec lui la dépouille de ce mystérieux singe pour l'envoyer au musée d'histoire naturelle de Berlin, mais l'animal est endommagé près d'Usumbura par une hyène qui lui dévore la peau et une main. Le crâne et une partie du squelette parviennent finalement à Berlin, où le professeur Paul Matschie l'identifie comme une nouvelle espèce de gorille, qu'il nomme en son honneur Gorilla beringei ; par la suite, elle sera temporairement considérée comme une sous-espèce de Gorilla gorilla avant d'être de nouveau reconnue comme une espèce à part entière. L'annonce de cette découverte entraîne au cours des années suivantes une forte activité de chasse, de sorte qu'entre 1902 et 1925, quelque 54 spécimens sont abattus et exportés des montagnes des Virunga.
Poursuivant son expédition, von Beringe se voit proposer divers cadeaux de la part des chefs de tribu qu'il rencontre, dont une jeune femme (sa réaction à cette offre est inconnue) et un pichet de bière, qu'il décline par crainte qu'il ne soit empoisonné (ce qui est le cas). De retour au poste d'Usumbura, où il est promu capitaine, il mène en mai 1903 une importante campagne militaire contre le mwami (roi) Mwezi Gisabo : à la tête d'une troupe composée de huit Européens, 115 askaris, deux mitrailleuses et environ 300 guerriers auxiliaires, il attaque Mwezi qui parvient à s'échapper par deux fois, pour finalement capituler en juillet et se soumettre à la souveraineté allemande. Von Beringe reste en Afrique jusqu'en 1906, date à laquelle il rentre en Allemagne ; il épouse le 9 octobre Johanna Caroline Luise Edith Lademann, fille d'un commerçant de Steglitz rencontrée lors d'une promenade à cheval, en l'église du Souvenir de Berlin. Ils auront un fils et une fille. Sa carrière militaire se poursuit au sein du onzième régiment de dragons de Wedel (en) (régiment de Poméranie), où il est promu major en 1908, puis au premier régiment de dragons du prince Albert de Prusse (régiment de Lituanie) de 1912 à 1913, date à laquelle il doit prendre sa retraite après une chute de cheval causée par son diabète. Jusqu'au début de la Seconde Guerre mondiale, il vit à Dresde avec sa famille ; son diabète finit par l'emporter le 5 juillet 1940 à Stettin, lors d'un séjour chez la belle-famille de sa fille Ursula,.